# Alfred Treiber
Alfred Treiber (* 1944 in Wien) ist ein österreichischer Hörfunkjournalist. Von 1995 bis zum 30. Juni 2010 war er  Programmchef von Ö1.

## Leben
Treiber betätigte sich bereits während seiner Gymnasialzeit journalistisch bei einer katholischen Schülerzeitung. Nach der Matura studierte er Germanistik, Philosophie, Kunstgeschichte und Theaterwissenschaften an der Universität Wien und trat noch während der Studienzeit in die Redaktion der Furche ein. Dort habe er nach eigenen Angaben den ehemaligen Schreibtisch Friedrich Heers bezogen.
1966 kam er schließlich zum ORF, wo er ein Jahr später Teil der von Gerd Bacher ins Leben gerufenen „Jugendredaktion“ war. Im neu gegründeten Spartensender Ö3 arbeitete er für Sendungen wie „Die Musicbox“ oder „Talente und Tendenzen“. Treiber gilt zusammen mit Richard Goll als „österreichischer Erfinder“ des Radio-Features. Einige seiner Arbeiten erlangten internationale Aufmerksamkeit und wurden mit Preisen ausgezeichnet, wie z. B. Der Sonnenzug (1978, gemeinsam mit Richard Goll) oder Ein treuer Diener seines Herrn und der Herr (1982, gemeinsam mit Reinhard Schlögl).
Im Rahmen eines UNESCO-Projekts war Treiber in den 1970er-Jahren Aufbauhelfer des Hörfunks in Afghanistan. Über diese Tätigkeit gestaltete er mehrere Features. 1987 wurde er Leiter der damals neu geschaffenen „Hauptabteilung Literatur und Feature“ und 1995 schließlich Programmchef von Ö1.

## Auszeichnungen
2010 erhielt Alfred Treiber zusammen mit Richard Goll den Axel-Eggebrecht-Preis der Medienstiftung der Sparkasse Leipzig. Im Jahr 2011 wurde er Journalist des Jahres 2011. Er bekam diese Auszeichnung für sein Lebenswerk. Im selben Jahr wurde er mit dem Großen Verdienstzeichen des Landes Salzburg ausgezeichnet.

## Schriften
- Ö1 gehört gehört. Die kommentierte Erfolgsgeschichte eines Radiosenders. Wien: Böhlau, 2007. ISBN 978-3-205-77495-2